# 阜埠河駅
阜埠河駅（ふふがえき）は、中華人民共和国湖南省長沙市天心区にある長沙地下鉄3号線と長沙地下鉄4号線の駅である。

## 駅構造
- 島式ホーム1面

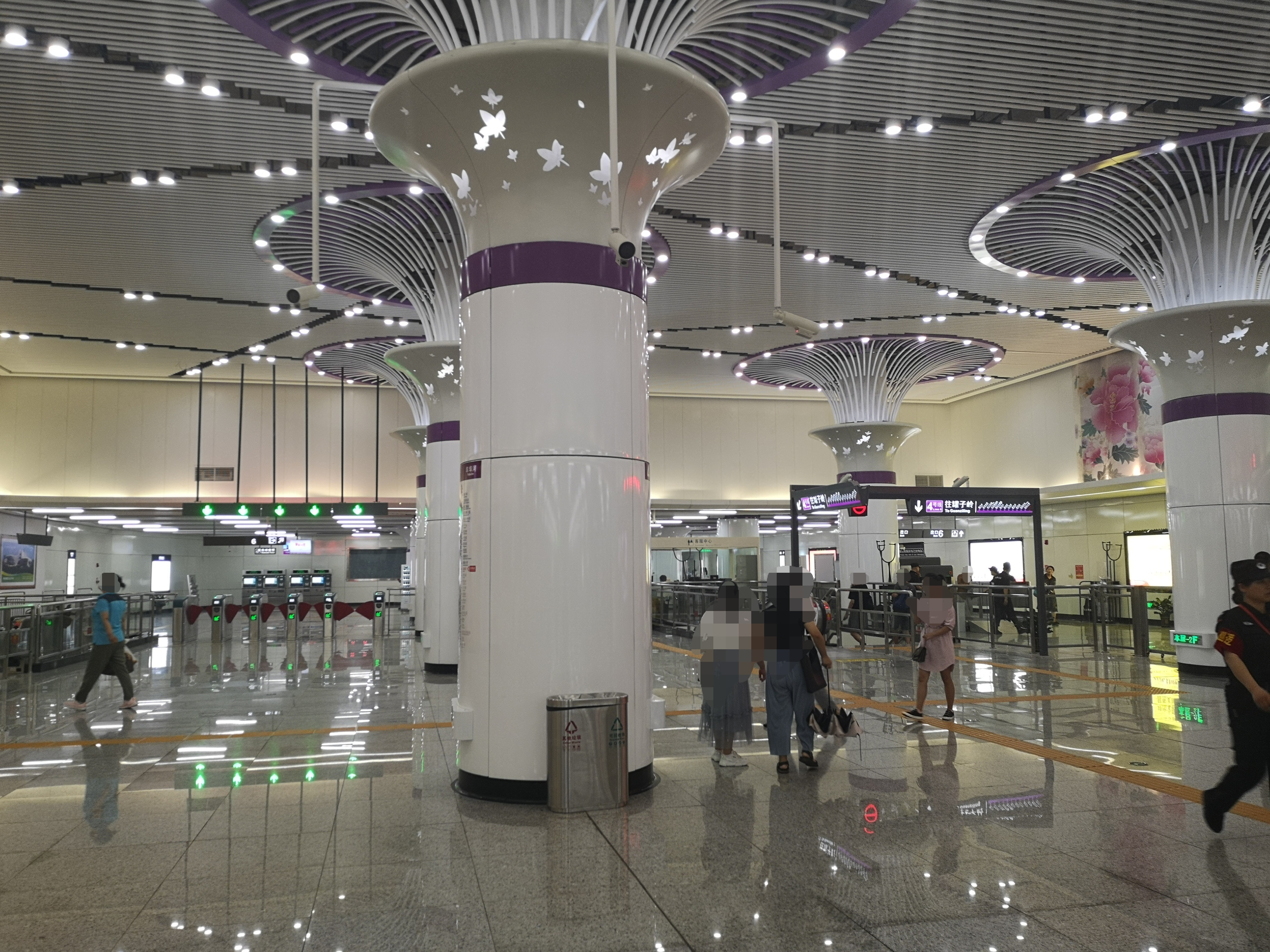
改札内の様子

## 歴史
- 2015年6月に建設が開始され、2019年2月に竣工、2019年5月26日に開通した[3]。

## 駅周辺
- 中南大学
- 湘才幼児園
- 杜家塘小学
- 岳南路小学
- 長沙天馬医院